# دومنیکو دا کورتونا

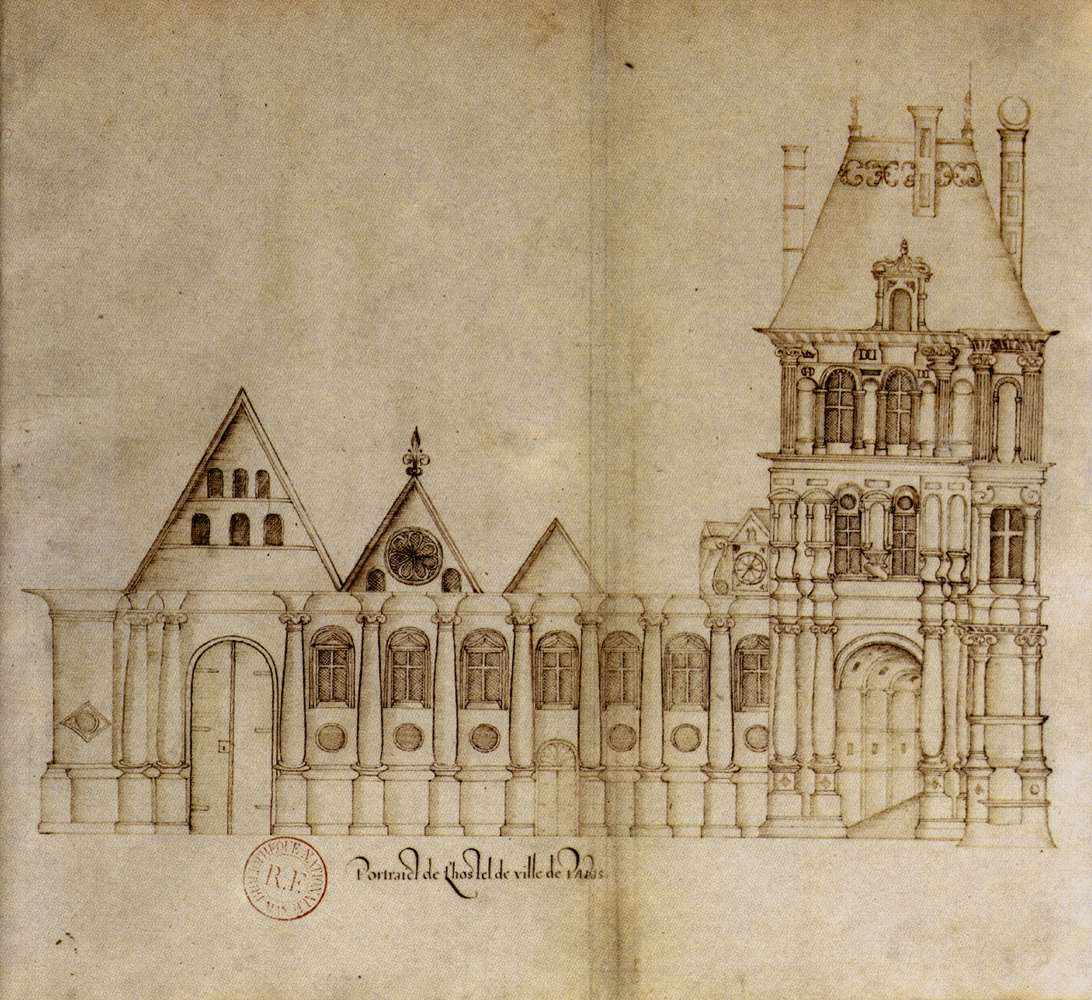
هتل «دو ویل در پاریس» طراحی‌شده توسط دومنیکو دا کورتونا. این نقاشی، ساختمان نیمه‌ساخته‌شده را نشان می‌دهد؛ طبقات فوقانی ساخته‌نشده باقی‌مانده‌اند، به‌ جز پاویون سن ژان در سمت راست. تاریخ خلق این اثر، دهه ۱۵۸۰ میلادی است.

 دومنیکو دا کورتونا (انگلیسی: Domenico da Cortona؛ ۱۴۶۵ – ۱۵۴۹) معمار اهل ایتالیا بود. 